# Szwajcaria na Mistrzostwach Świata w Lekkoatletyce 2019
Szwajcaria na Mistrzostwach Świata w Lekkoatletyce 2019 – reprezentacja Szwajcarii podczas mistrzostw świata w Doha liczyła 18 zawodników.

## Medaliści
| Medal | Zawodnik          | Konkurencja   | Rezultat | Data           |
| ----- | ----------------- | ------------- | -------- | -------------- |
| brąz  | Mujinga Kambundji | bieg na 200 m | 22,51    | 2 października |

## Skład reprezentacji

### Mężczyźni
| Zawodnik        | Konkurencja                | Preeliminacje | Preeliminacje | Eliminacje | Eliminacje | Półfinał | Półfinał | Finał   | Finał   | Źródło      |
| Zawodnik        | Konkurencja                | Wynik         | Pozycja       | Wynik      | Pozycja    | Wynik    | Pozycja  | Wynik   | Pozycja | Źródło      |
| --------------- | -------------------------- | ------------- | ------------- | ---------- | ---------- | -------- | -------- | ------- | ------- | ----------- |
| Alex Wilson     | bieg na 100 m              | BYE           | BYE           | 10,38      | 38.        | NQ       | NQ       | NQ      | NQ      | [ 1 ]       |
| Alex Wilson     | bieg na 200 m              | —             | —             | 20,40      | 20. Q      | DNS      | DNS      | NQ      | NQ      | [ 2 ] [ 3 ] |
| Julien Wanders  | bieg na 5000 m             | —             | —             | 13:38,95   | 25.        | —        | —        | NQ      | NQ      | [ 4 ]       |
| Julien Wanders  | bieg na 10 000 m           | —             | —             | —          | —          | —        | —        | DNF     | DNF     | [ 5 ]       |
| Tadesse Abraham | maraton                    | —             | —             | —          | —          | —        | —        | 2:11,58 | 9.      | [ 6 ]       |
| Jason Joseph    | bieg na 110 m przez płotki | —             | —             | 13,39      | 8. Q       | 13,53    | 13.      | NQ      | NQ      | [ 7 ] [ 8 ] |
| Kariem Hussein  | bieg na 400 m przez płotki | —             | —             | 50,62      | 28.        | NQ       | NQ       | NQ      | NQ      | [ 9 ]       |

### Kobiety
| Zawodniczka                                              | Konkurencja                | Eliminacje | Eliminacje | Półfinał | Półfinał | Finał | Finał   | Źródło               |
| Zawodniczka                                              | Konkurencja                | Wynik      | Pozycja    | Wynik    | Pozycja  | Wynik | Pozycja | Źródło               |
| -------------------------------------------------------- | -------------------------- | ---------- | ---------- | -------- | -------- | ----- | ------- | -------------------- |
| Ajla Del Ponte                                           | bieg na 100 m              | 11,36      | 29.        | NQ       | NQ       | NQ    | NQ      | [ 10 ] [ 11 ]        |
| Mujinga Kambundji                                        | bieg na 100 m              | 11,17      | 7. Q       | 11,10    | 9.       | NQ    | NQ      | [ 10 ] [ 11 ]        |
| Salomé Kora                                              | bieg na 100 m              | 11,48      | 36.        | NQ       | NQ       | NQ    | NQ      | [ 10 ] [ 11 ]        |
| Sarah Atcho                                              | bieg na 200 m              | 23,29      | 29.        | NQ       | NQ       | NQ    | NQ      | [ 12 ] [ 13 ] [ 14 ] |
| Mujinga Kambundji                                        | bieg na 200 m              | 22,81      | 14. Q      | 22,49    | 4. Q     | 22,51 | 3.      | [ 12 ] [ 13 ] [ 14 ] |
| Selina Büchel                                            | bieg na 800 m              | 2:03,38    | 25.        | NQ       | NQ       | NQ    | NQ      | [ 15 ]               |
| Lore Hoffmann                                            | bieg na 800 m              | 2:03,40    | 26.        | NQ       | NQ       | NQ    | NQ      | [ 15 ]               |
| Léa Sprunger                                             | bieg na 400 m przez płotki | 54,98      | 4. Q       | 54,52    | 8. Q     | 54,06 | 4.      | [ 16 ] [ 17 ] [ 18 ] |
| Ajla Del Ponte Sarah Atcho Mujinga Kambundji Salomé Kora | sztafeta 4 × 100 m         | 42,82      | 6. Q       | —        | —        | 42,18 | 4.      | [ 19 ] [ 20 ] [ 21 ] |
| Léa Sprunger Fanette Humair Rachel Pellaud Yasmin Giger  | sztafeta 4 × 400 m         | 3:30,63    | 14.        | —        | —        | NQ    | NQ      | [ 22 ] [ 23 ]        |

| Zawodniczka    | Konkurencja   | Kwalifikacje | Kwalifikacje | Finał | Finał   | Źródło        |
| Zawodniczka    | Konkurencja   | Wynik        | Pozycja      | Wynik | Pozycja | Źródło        |
| -------------- | ------------- | ------------ | ------------ | ----- | ------- | ------------- |
| Nicole Büchler | skok o tyczce | 4,55         | 18.          | NQ    | NQ      | [ 24 ] [ 25 ] |
| Angelica Moser | skok o tyczce | 4,60         | 11. Q        | 4,50  | 13.     | [ 24 ] [ 25 ] |

Siedmiobój
| Zawodnik            | Konkurencja | 100 m ppł | SW   | PK    | 200 m | SD   | RO    | 800 m   | Wynik | Pozycja | Źródło |
| ------------------- | ----------- | --------- | ---- | ----- | ----- | ---- | ----- | ------- | ----- | ------- | ------ |
| Géraldine Ruckstuhl | Rezultat    | 13,84     | 1,71 | 14,28 | 25,21 | 5,73 | 55,35 | 2:16,02 | 6159  | 9.      | [ 26 ] |
| Géraldine Ruckstuhl | Punkty      | 1001      | 867  | 813   | 868   | 768  | 964   | 878     | 6159  | 9.      | [ 26 ] |